# Tunel Görgeiho
Tunel Görgeiho (także: Gergelyho tunel) – tunel pieszy (dawniej drogowy) na Słowacji, wydrążony w szczytowej części Gór Kremnickich pod przełęczą Tunel. Obecnie służy tylko turystycznemu ruchowi pieszemu jako atrakcja ułatwiająca przejście przez przełęcz.

## Historia
14 marca 1495 r. w Neusohl Jan Thurzo, krakowski rajca i były burmistrz tego miasta, wraz z synem Jerzym założyli z Jakubem Fuggerem z Augsburga, jednym z najbogatszych ludzi ówczesnej Europy, spółkę górniczo-handlową pod nazwą Ungarischer Handel. W latach 1496–1500 spółka ta wybudowała w Tajovie dwie huty: w jednej wytapiano miedź z rudy wydobywanej w rejonie Bańskiej Bystrzycy, w drugiej prowadzono jej rafinację i odciągano srebro. W celu ułatwienia dostarczania metali do mennicy w Kremnicy zapewne na przełomie XV i XVI w. lub w pierwszych latach wieku XVI spółka ta - wówczas jedna z największych i najbogatszych instytucji przemysłowo-finansowych ówczesnego świata - podjęła decyzję budowy bezpośredniej drogi z Bańskiej Bystrzycy do Kremnicy przez Góry Kremnickie, która biegła mniej więcej tak, jak przebiega dziś żółto znakowany szlak turystyczny Tajov – Tunel – Kremnica. Aby pokonać wąski i nieco skalisty główny grzbiet gór w rejonie przełęczy Tunel przebito pod nim tunel.
Tunel wykorzystywany był też m.in. przez pielgrzymów udających się do Starých Hôr. 20 listopada 1703, po ogłoszeniu zwycięstwa Rakoczych pod Zwoleniem i Svätom Krížem, cesarski generał Schlick uciekł przez ten tunel z Bańskiej Bystrzycy do Bojnic. 28 lipca 1764 Józef II (późniejszy cesarz) i jego brat arcyksiążę Leopold także przechodzili tunelem. W nocy z 24 na 25 stycznia 1849 armia pułkownika Aulicha, dowodzona przez węgierskiego generała Arthura Gőrgey'a, wycofała się tędy przed austriacką armią cesarską. Obiekt odzyskał znaczenie podczas Słowackiego Powstania Narodowego, kiedy to w dniach 4-5 października 1944 partyzanci przenieśli przez tunel skarb z Państwowej Mennicy w Kremnicy do Banku Narodowego w Bańskiej Bystrzycy. Skarb liczył 183 kilogramy złota, 4534 kilogramy srebra oraz  innych metali szlachetnych. Po przekroczeniu tunelu zniszczyli obiekt, a osuwisko z 1955 całkowicie zawaliło przejście.
W latach 1996–1997 Zarząd Okręgowy Słowackiego Klubu Turystycznego z Bańskiej Bystrzycy z pomocą miasta Bańska Bystrzyca i innych organizacji, rozpoczął renowację tunelu. Po dziewięciu miesiącach prac, 13 września 1997 przejście zostało ponownie otwarte. Przy wejściu zainstalowano tablicę informacyjną. Remont przeprowadzili członkowie i sympatycy Muzeum Górnictwa w Kremnicy i Kremnickiego Towarzystwa Górniczego pod kierownictwem Dušana Rooba.

## Parametry
Obiekt znajduje się na wysokości 1150 metrów, ma około 30 metrów długości i około dwa metry szerokości oraz wysokości.

## Turystyka
Okolice tunelu stanowią ważny węzeł szlaków turystycznych. Przebiega tu  Cesta hrdinov SNP z Krahuli do Donovałów, Barborská cesta z Kordíków do Krahuli,  czerwony szlak do Kováčovej,  żółty szlak z Tajova do Kremnicy i  zielony szlak do Turčka. Przechodzą tędy też szlaki rowerowe nr 2591 i 5594.